# 债务
债或债务（英語：Debt），可以简单的解释为一個自然人或公司、财团、组织、政府等机构法人亏欠其他個體的東西，可以是金钱，也可以是別的有價物。债或债务，是一種義務，要求一方（債務人）向另一方（債權人）支付金錢或其他商定的價值。 債務是延期付款或一系列付款，這將其與立即購買區別開來。 債務可能是主權國家或國家、地方政府、公司或個人所欠的。 商業債務通常受有關本金和利息償還金額和時間的合同條款的約束。貸款、債券、票據和抵押貸款都是債務類型。 在財務會計中，債務是一種不同於股權的金融交易。债务有别于会计意义上的负债（Liabilities）。

該術語也可以隱喻地用於涵蓋道德義務和其他不基於貨幣價值的（人際）互動。

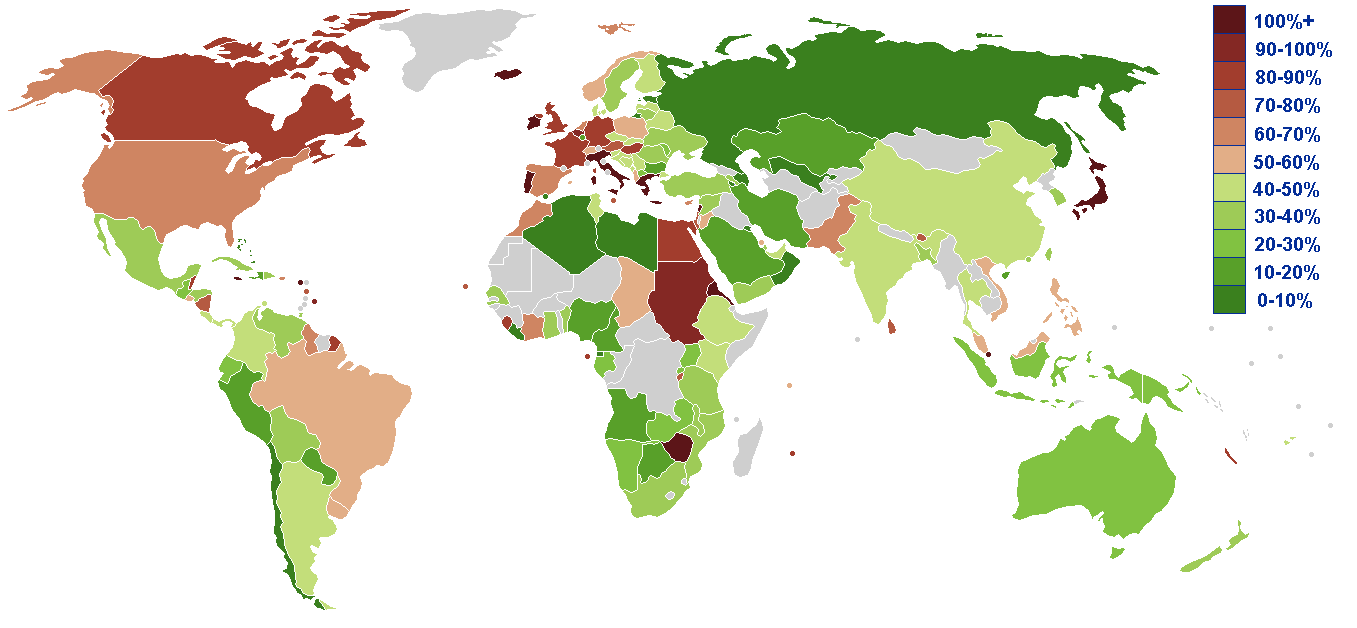
各國政府債務占GDP比率